# Gran Premio motociclistico d'Aragona 2020
Il Gran Premio motociclistico d'Aragona 2020 è stato l'undicesima prova su quindici del motomondiale 2020, disputato il 18 ottobre sul Motorland Aragón. Le vittorie nelle tre classi sono andate rispettivamente a: Álex Rins in MotoGP, Sam Lowes in Moto2 e Jaume Masiá in Moto3.

## MotoGP
Valentino Rossi non prende parte all'evento in quanto positivo al SARS-CoV-2.

### Arrivati al traguardo
| Pos. | Nº | Pilota            | Squadra                     | Motocicletta       | Giri | Tempo     | Griglia | Punti |
| ---- | -- | ----------------- | --------------------------- | ------------------ | ---- | --------- | ------- | ----- |
| 1º   | 42 | Álex Rins         | Suzuki Ecstar               | Suzuki GSX-RR      | 23   | 41'54.391 | 10º     | 25    |
| 2º   | 73 | Álex Márquez      | Repsol Honda                | Honda RC213V       | 23   | +0.263    | 11º     | 20    |
| 3º   | 36 | Joan Mir          | Suzuki Ecstar               | Suzuki GSX-RR      | 23   | +2.644    | 6º      | 16    |
| 4º   | 12 | Maverick Viñales  | Monster Energy Yamaha       | Yamaha YZR-M1      | 23   | +2.880    | 2º      | 13    |
| 5º   | 30 | Takaaki Nakagami  | LCR Honda Idemitsu          | Honda RC213V       | 23   | +4.570    | 7º      | 11    |
| 6º   | 21 | Franco Morbidelli | Petronas Yamaha SRT         | Yamaha YZR-M1      | 23   | +4.756    | 4º      | 10    |
| 7º   | 4  | Andrea Dovizioso  | Ducati Team                 | Ducati Desmosedici | 23   | +8.639    | 13º     | 9     |
| 8º   | 35 | Cal Crutchlow     | LCR Honda Castrol           | Honda RC213V       | 23   | +8.913    | 3º      | 8     |
| 9º   | 43 | Jack Miller       | Pramac Racing               | Ducati Desmosedici | 23   | +9.390    | 5º      | 7     |
| 10º  | 5  | Johann Zarco      | Esponsorama Racing          | Ducati Desmosedici | 23   | +9.617    | 16º     | 6     |
| 11º  | 33 | Brad Binder       | Red Bull KTM Factory Racing | KTM RC16           | 23   | +13.200   | 14º     | 5     |
| 12º  | 44 | Pol Espargaró     | Red Bull KTM Factory Racing | KTM RC16           | 23   | +13.689   | 12º     | 4     |
| 13º  | 41 | Aleix Espargaró   | Aprilia Racing Team Gresini | Aprilia RS-GP      | 23   | +14.598   | 9º      | 3     |
| 14º  | 27 | Iker Lecuona      | Red Bull KTM Tech 3         | KTM RC16           | 23   | +15.291   | 15º     | 2     |
| 15º  | 9  | Danilo Petrucci   | Ducati Team                 | Ducati Desmosedici | 23   | +15.941   | 8º      | 1     |
| 16º  | 88 | Miguel Oliveira   | Red Bull KTM Tech 3         | KTM RC16           | 23   | +18.284   | 18º     |       |
| 17º  | 6  | Stefan Bradl      | Repsol Honda                | Honda RC213V       | 23   | +20.136   | 21º     |       |
| 18º  | 20 | Fabio Quartararo  | Petronas Yamaha SRT         | Yamaha YZR-M1      | 23   | +21.498   | 1º      |       |
| 19º  | 38 | Bradley Smith     | Aprilia Racing Team Gresini | Aprilia RS-GP      | 23   | +25.300   | 19º     |       |
| 20º  | 53 | Esteve Rabat      | Esponsorama Racing          | Ducati Desmosedici | 23   | +25.558   | 20º     |       |

### Ritirato
| Nº | Pilota            | Squadra       | Motocicletta       | Giri | Griglia |
| -- | ----------------- | ------------- | ------------------ | ---- | ------- |
| 63 | Francesco Bagnaia | Pramac Racing | Ducati Desmosedici | 2    | 17º     |

## Moto2
Arón Canet non prende parte all'evento per infortunio e viene sostituito da Xavier Cardelús.

### Arrivati al traguardo
| Pos. | Nº | Pilota                      | Squadra                  | Motocicletta | Giri | Tempo     | Griglia | Punti |
| ---- | -- | --------------------------- | ------------------------ | ------------ | ---- | --------- | ------- | ----- |
| 1º   | 22 | Sam Lowes                   | EG 0,0 Marc VDS          | Kalex        | 21   | 39'33.202 | 1º      | 25    |
| 2º   | 33 | Enea Bastianini             | Italtrans Racing         | Kalex        | 21   | +4.195    | 12º     | 20    |
| 3º   | 88 | Jorge Martín                | Red Bull KTM Ajo         | Kalex        | 21   | +4.340    | 8º      | 16    |
| 4º   | 96 | Jake Dixon                  | Petronas Sprinta Racing  | Kalex        | 21   | +9.298    | 4º      | 13    |
| 5º   | 87 | Remy Gardner                | Onexox TKKR SAG          | Kalex        | 21   | +14.765   | 10º     | 11    |
| 6º   | 42 | Marcos Ramírez              | Tennor American Racing   | Kalex        | 21   | +15.130   | 5º      | 10    |
| 7º   | 40 | Héctor Garzó                | Flexbox HP 40            | Kalex        | 21   | +15.192   | 15º     | 9     |
| 8º   | 16 | Joe Roberts                 | Tennor American Racing   | Kalex        | 21   | +17.024   | 11º     | 8     |
| 9º   | 45 | Tetsuta Nagashima           | Red Bull KTM Ajo         | Kalex        | 21   | +19.000   | 14º     | 7     |
| 10º  | 24 | Simone Corsi                | MV Agusta Forward Racing | MV Agusta F2 | 21   | +20.206   | 18º     | 6     |
| 11º  | 37 | Augusto Fernández           | EG 0,0 Marc VDS          | Kalex        | 21   | +22.661   | 9º      | 5     |
| 12º  | 12 | Thomas Lüthi                | Liqui Moly Intact GP     | Kalex        | 21   | +22.692   | 13º     | 4     |
| 13º  | 57 | Edgar Pons                  | Federal Oil Gresini      | Kalex        | 21   | +22.995   | 16º     | 3     |
| 14º  | 62 | Stefano Manzi               | MV Agusta Forward Racing | MV Agusta F2 | 21   | +23.301   | 23º     | 2     |
| 15º  | 23 | Marcel Schrötter            | Liqui Moly Intact GP     | Kalex        | 21   | +23.989   | 22º     | 1     |
| 16º  | 97 | Xavi Vierge                 | Petronas Sprinta Racing  | Kalex        | 21   | +26.747   | 20º     |       |
| 17º  | 19 | Lorenzo Dalla Porta         | Italtrans Racing         | Kalex        | 21   | +26.862   | 24º     |       |
| 18º  | 11 | Nicolò Bulega               | Federal Oil Gresini      | Kalex        | 21   | +27.686   | 26º     |       |
| 19º  | 55 | Hafizh Syahrin              | Kipin Energy Aspar       | Speed Up     | 21   | +27.761   | 19º     |       |
| 20º  | 7  | Lorenzo Baldassarri         | Flexbox HP 40            | Kalex        | 21   | +27.892   | 21º     |       |
| 21º  | 64 | Bo Bendsneyder              | NTS RW Racing GP         | NTS          | 21   | +36.250   | 17º     |       |
| 22º  | 27 | Andi Farid Izdihar          | Idemitsu Honda Team Asia | Kalex        | 21   | +44.779   | 27º     |       |
| 23º  | 35 | Somkiat Chantra             | Idemitsu Honda Team Asia | Kalex        | 21   | +45.687   | 25º     |       |
| 24º  | 18 | Xavier Cardelús             | Kipin Energy Aspar       | Speed Up     | 21   | +47.231   | 28º     |       |
| 25º  | 99 | Kasma Daniel Bin Kasmayudin | Onexox TKKR SAG          | Kalex        | 21   | +58.178   | 30º     |       |
| 26º  | 74 | Piotr Biesiekirski          | NTS RW Racing GP         | NTS          | 21   | +1:05.154 | 29º     |       |
| 27º  | 9  | Jorge Navarro               | MB Conveyors Speed Up    | Speed Up     | 18   | +3 giri   | 6º      |       |

### Ritirati
| Nº | Pilota                | Squadra               | Motocicletta | Giri | Griglia |
| -- | --------------------- | --------------------- | ------------ | ---- | ------- |
| 72 | Marco Bezzecchi       | SKY Racing Team VR46  | Kalex        | 19   | 2º      |
| 21 | Fabio Di Giannantonio | MB Conveyors Speed Up | Speed Up     | 10   | 3º      |
| 10 | Luca Marini           | SKY Racing Team VR46  | Kalex        | 2    | 7º      |

## Moto3
Tony Arbolino non ha preso parte all'evento in quanto costretto alla quarantena per essere stato in contatto con un positivo al SARS-CoV-2.

### Arrivati al traguardo
| Pos. | Nº | Pilota             | Squadra                       | Motocicletta | Giri | Tempo     | Griglia | Punti |
| ---- | -- | ------------------ | ----------------------------- | ------------ | ---- | --------- | ------- | ----- |
| 1º   | 5  | Jaume Masiá        | Leopard Racing                | Honda        | 19   | 37'45.090 | 17º     | 25    |
| 2º   | 40 | Darryn Binder      | CIP Green Power               | KTM          | 19   | +0.091    | 11º     | 20    |
| 3º   | 25 | Raúl Fernández     | Red Bull KTM Ajo              | KTM          | 19   | +0.196    | 1º      | 16    |
| 4º   | 55 | Romano Fenati      | Sterilgarda Max Racing Team   | Husqvarna    | 19   | +0.327    | 6º      | 13    |
| 5º   | 17 | John McPhee        | Petronas Sprinta Racing       | Honda        | 19   | +0.368    | 10º     | 11    |
| 6º   | 52 | Jeremy Alcoba      | Kömmerling Gresini            | Honda        | 19   | +0.385    | 16º     | 10    |
| 7º   | 75 | Albert Arenas      | Solunion Aspar                | KTM          | 19   | +0.396    | 3º      | 9     |
| 8º   | 24 | Tatsuki Suzuki     | SIC58 Squadra Corse           | Honda        | 19   | +1.933    | 5º      | 8     |
| 9º   | 13 | Celestino Vietti   | SKY Racing Team VR46          | KTM          | 19   | +2.389    | 2º      | 7     |
| 10º  | 7  | Dennis Foggia      | Leopard Racing                | Honda        | 19   | +2.461    | 20º     | 6     |
| 11º  | 27 | Kaito Toba         | Red Bull KTM Ajo              | KTM          | 19   | +2.966    | 19º     | 5     |
| 12º  | 99 | Carlos Tatay       | Reale Avintia                 | KTM          | 19   | +3.020    | 7º      | 4     |
| 13º  | 71 | Ayumu Sasaki       | Red Bull KTM Tech 3           | KTM          | 19   | +4.872    | 18º     | 3     |
| 14º  | 79 | Ai Ogura           | Honda Team Asia               | Honda        | 19   | +10.949   | 8º      | 2     |
| 15º  | 53 | Deniz Öncü         | Red Bull KTM Tech 3           | KTM          | 19   | +10.979   | 15º     | 1     |
| 16º  | 12 | Filip Salač        | Rivacold Snipers              | Honda        | 19   | +11.172   | 22º     |       |
| 17º  | 21 | Alonso López       | Sterilgarda Max Racing Team   | Husqvarna    | 19   | +13.861   | 4º      |       |
| 18º  | 23 | Niccolò Antonelli  | SIC58 Squadra Corse           | Honda        | 19   | +19.761   | 12º     |       |
| 19º  | 11 | Sergio García      | Estrella Galicia 0,0          | Honda        | 19   | +21.284   | 14º     |       |
| 20º  | 92 | Yuki Kunii         | Honda Team Asia               | Honda        | 19   | +21.339   | 25º     |       |
| 21º  | 54 | Riccardo Rossi     | BOE Skull Rider Facile Energy | KTM          | 19   | +21.379   | 27º     |       |
| 22º  | 50 | Jason Dupasquier   | CarXpert PrüstelGP            | KTM          | 19   | +21.440   | 23º     |       |
| 23º  | 82 | Stefano Nepa       | Solunion Aspar                | KTM          | 19   | +21.520   | 24º     |       |
| 24º  | 6  | Ryusei Yamanaka    | Estrella Galicia 0,0          | Honda        | 19   | +36.570   | 30º     |       |
| 25º  | 70 | Barry Baltus       | CarXpert PrüstelGP            | KTM          | 19   | +36.628   | 29º     |       |
| 26º  | 9  | Davide Pizzoli     | BOE Skull Rider Facile Energy | KTM          | 19   | +36.676   | 26º     |       |
| 27º  | 89 | Khairul Idham Pawi | Petronas Sprinta Racing       | Honda        | 19   | +36.739   | 28º     |       |

### Ritirati
| Nº | Pilota            | Squadra              | Motocicletta | Giri | Griglia |
| -- | ----------------- | -------------------- | ------------ | ---- | ------- |
| 73 | Maximilian Kofler | CIP Green Power      | KTM          | 17   | 21º     |
| 16 | Andrea Migno      | SKY Racing Team VR46 | KTM          | 8    | 13º     |
| 2  | Gabriel Rodrigo   | Kömmerling Gresini   | Honda        | 0    | 9º      |